# Hans Scheele
Hans-Heinrich Scheele (ur. 18 grudnia 1908 w Kirchwerder, obecnie dzielnica Hamburga, zm. 23 lipca 1941 w Bujniczach) – niemiecki lekkoatleta, płotkarz i sprinter, dwukrotny mistrz Europy z 1934.
Scheele specjalizował się w biegu na 400 metrów przez płotki. Największy sukces odniósł na mistrzostwach Europy w 1934 w Turynie, gdzie zdobył złote medale na tym dystansie, a także w sztafecie 4 × 400 metrów (razem z nim biegli w niej Helmut Hamann, Harry Voigt i Adolf Metzner). Na igrzyskach olimpijskich w 1936 w Berlinie odpadł w eliminacjach biegu na 400 metrów przez płotki.
Był mistrzem Niemiec na 400 metrów przez płotki w latach 1934–1936, wicemistrzem w 1933 i 1937 oraz brązowym medalistą w 1932. W 1940 zdobył brązowy medal w biegu na 110 metrów przez płotki.
W 1934 dwukrotnie poprawiał rekord kraju w biegu na 400 metrów przez płotki (do 53,2 s) oraz jeden raz w sztafecie 4 × 400 metrów (3:14,1).
Zginął na początku agresji niemieckiej na ZSRR w Bujniczach w rejonie mohylewskim.